# Club Deportivo O'Higgins
Maillots
Actualités
Le Club Deportivo O'Higgins est un club de football chilien basé à Rancagua fondé en 1955 par fusion de América et de O'Higgins-Braden.

## Historique
- 1955 : fondation du club par fusion de l' América et de l' O'Higgins-Braden
- 1979 : première participation à la Copa Libertadores
- 1980 : deuxième participation à la Copa Libertadores
- 1984 : troisième participation à la Copa Libertadores
- 1992 : première participation à la Copa Conmebol
- 2012 : première participation à la Copa Sudamericana
- 2013 : premier titre de champion du Chili
- 2014 : quatrième participation à la Copa Libertadores

## Palmarès
- Primera División A
  - Champion : 2013 (Apertura)
  - Vice-champion : 2012 (Apertura)

- Coupe du Chili
  - Finaliste : 1983, 1994

- Supercoupe du Chili
  - Vainqueur : 2014

- Segunda División
  - Vainqueur : 1964

- Primera B (Coupe)
  - Vainqueur : 1986 (Apertura)

## Anciens joueurs
- Claudio Borghi
- Gerardo Martino
- José Alfredo Castillo
- Clarence Acuña
- Sergio Ahumada
- Jean Beausejour
- Carlos Carmona
- Fernando Cornejo
- Luis Pedro Figueroa
- José Pedro Fuenzalida
- Aníbal González
- Fernando Meneses
- Mario Núñez
- Yerson Opazo
- Jaime Ramírez Banda
- Nelson Tapia
- Eugenio Morel
- Giancarlo Maldonado